# The Slap
The Slap är en amerikansk dramaserie som hade premiär i februari 2015. Serien består av åtta avsnitt och är skapad Walter F. Parkes och Jon Robin Baitz.
Serien är en adaption av den australisk TV-serien Örfilen som hade premiär 2011. Den byggde i sin tur på Christos Tsiolkas roman Örfilen från 2008.

## Handling
Serien kretsar kring en familj där mannen slår till ett barn som missköter sig. Denna händelse sliter isär familjen och leder till en rättegång som utmanar normer.

## Rollista (i urval)
- Peter Sarsgaard – Hector Apostolou
- Thandiwe Newton – Aisha Apostolou
- Ashley Aufderheide – Melissa Apostolou
- Khalid Alzouma – Adam Apostolou
- Uma Thurman – Anouk Latham
- Melissa George – Rosie Weschler
- Thomas Sadoski – Gary Weschler
- Zachary Quinto – Harry Apostolou
- Marin Ireland – Sandi Apostolou
- Brian Cox – Manolis Apostolou
- Maria Tucci – Koula Apostolou
- Michael Nouri – Thanasis Korkoulis
- Makenzie Leigh – Connie
- Lucas Hedges – Ritchie Joanou
- Penn Badgley – Jamie
- Molly Price – Fiona Collins
- Blythe Danner – Virginia Latham
- Victor Garber – berättare